# TinyScheme
TinyScheme ist ein freier Interpreter für die funktionale Programmiersprache Scheme. Es ist vor allem dazu da, von anderen Programmen als Skript-Interpreter verwendet zu werden. Der größte Teil ist sich dabei optional, sodass Entwickler auf eine geringe Größe achten können.
TinyScheme wird von GIMP ab der Version 2.4 für Script-Fu verwendet.